# Pieve di Sant'Agata in Arfoli
La pieve di Sant'Agata in Arfoli si trova nel comune di Reggello.

## Storia e descrizione
Le sue origini si fanno risalire ai Goti, cui si dovrebbe il nome arfoli, che veneravano Agata, protettrice delle donne che allattano. 
Leggende popolari attribuiscono alla duchessa Matilde di Toscana un ruolo nella fondazione dell'edificio.
La chiesa fu arricchita nel XIII secolo di un piccolo chiostro, poi fu trasformata e ampliata a croce latina nel 1643 e modificata negli anni sessanta del Novecento. 
L'interno conserva una lastra di arenaria dell'VIII secolo circa, decorata a bassorilievo con motivi di nodi e intrecci e con uccelli stilizzati, probabilmente colombe, che beccano uva e foglie e una che nutre un pulcino. Il pezzo, rinvenuto nei restauri del 1966, è la più importante testimonianza di scultura longobarda nell'area fiorentina a oggi conosciuta.
Alle pareti sono due affreschi mancanti degli altari con cornici centinate in pietra serena: quello a destra, probabilmente precedente all'incorniciatura rinascimentale, è diviso in due scene di cui l'inferiore raffigura la Madonna col Bambino e Santi, mentre in quella superiore è l'Annunciazione (1451). L'affresco alla parete sinistra, attribuito a Raffaellino del Garbo, rappresenta la Madonna in trono col Bambino, i Santi Antonio Abate e Sebastiano e il committente che reca la data 1497. 
Nel presbiterio sono collocati gli affreschi staccati dal portico esterno con Storie di sant'Agata (1400-50 ca.).
A lato della chiesa è il chiostro, sul cui portale di ingresso è una data poco leggibile, 122..., forse 1228.
La chiesa è oggi amministrata dai padri sacramentini.